# Echinaster
Echinaster è un genere di echinodermi della famiglia Echinasteridae.

## Specie
- Echinaster brasiliensis
- Echinaster echinophorus Lamarck, 1816
- Echinaster modestus Perrier, 1881
- Echinaster sentus (Say)
- Echinaster sepositus
- Echinaster serpentarius Müller & Troschel, 1842
- Echinaster spinulosus Verrill, 1869